# Hyundai Atos

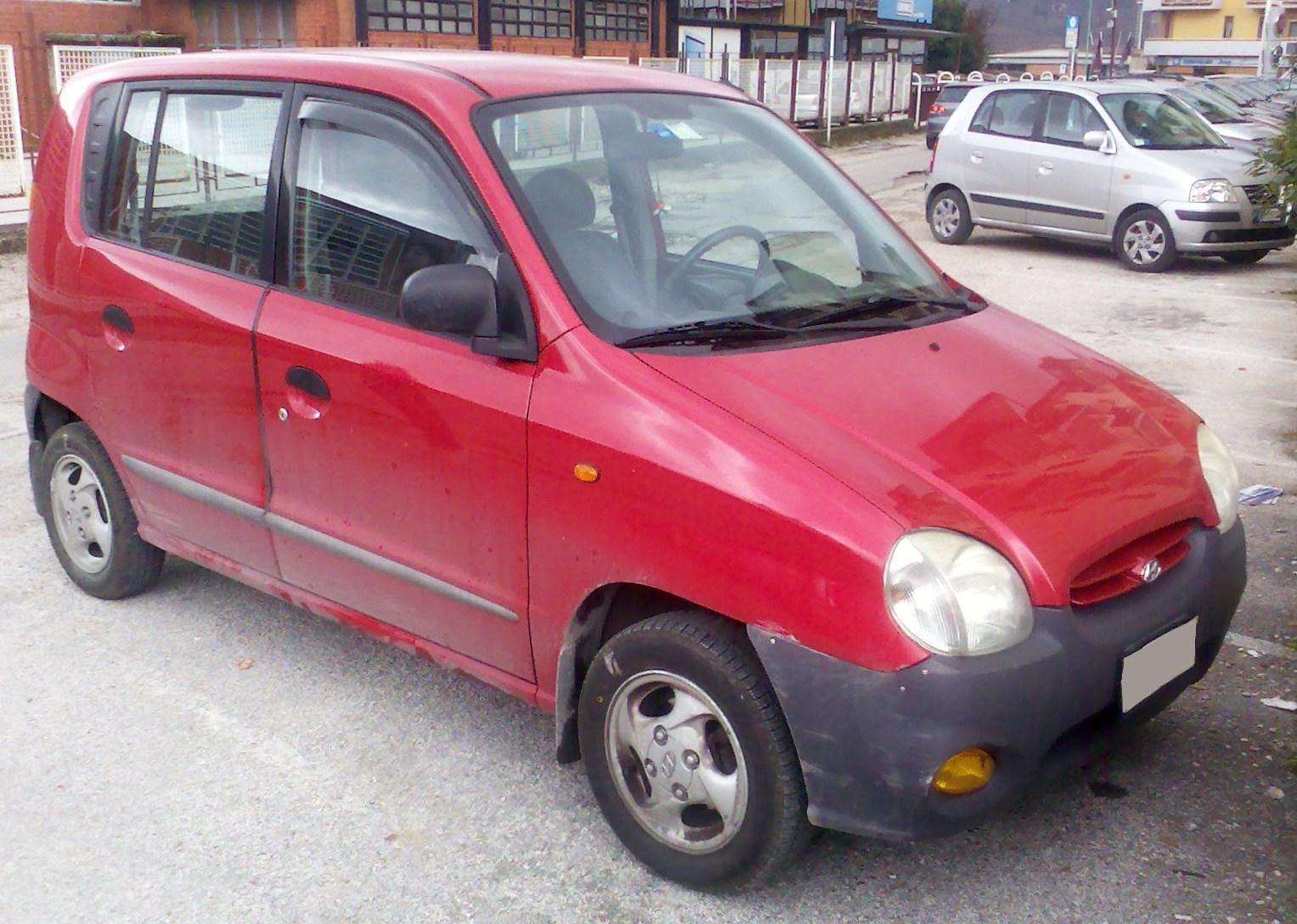
Hyundai Atos

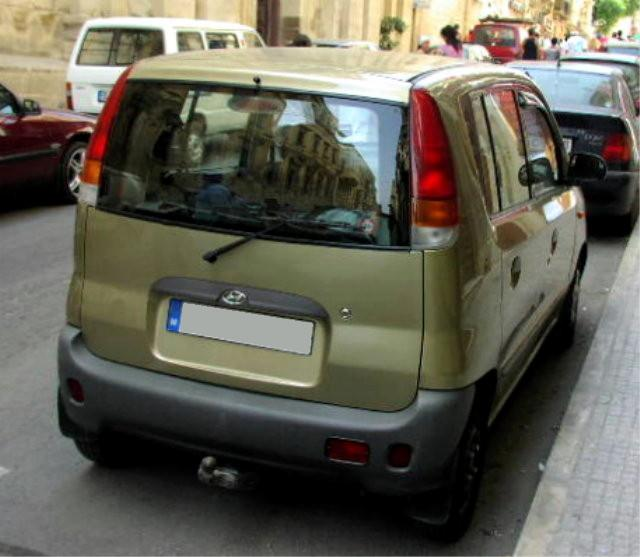
Atos

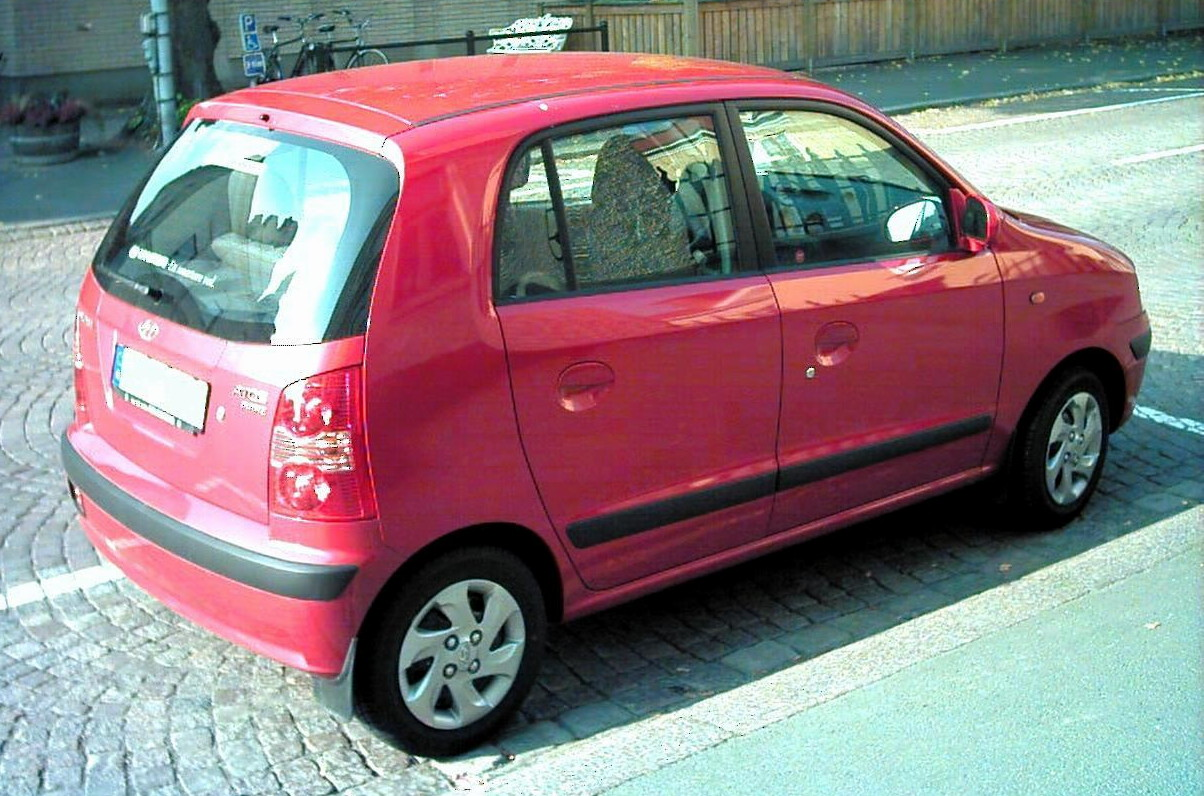
Atos Prime

Hyundai Atos är en högbyggd småbil i lågprissegmentet, som introducerades i sin första version 1997. Modellen blev snabbt en succé; även i Sverige där den blev något av ett genombrott för det koreanska märket. Till en början fanns bara en motor på 1,0 liter och 55 hästkrafter att tillgå, i utrustningsgraderna GL och GLS, men 2000 kom en lite lyxigare variant med egen, lite trängre, kaross; Atos Prime. Kvalitetsmässigt har modellen visat sig hålla ihop bra; mycket på grund av att konstruktionen är enkel och beprövad. 2002 kom en specialvariant, i samband med Fotbolls-VM i Sydkorea, kallad World Cup.
År 2003 presenterades andra generationens Atos, som i Sverige bara finns i Prime-utförande och med en 1,1 litersmotor på 58 hästkrafter. År 2005 genomgick denna modell en mildare ansiktslyftning, vilket i praktiken innebar en modifierad grill och nya bakljus. Atos efterträddes på de flesta marknader 2008 av Hyundai i10.

## Hyundai Atos ochTV4Mera Motor
I ett älgtest av 2006 års Hyundai Atos i Mera Motor på TV4 plus i november 2005 visade det sig att bilen hade tydliga välttendenser i 70 km/h.
När testföraren körde förbi den första konen ställde sig bilen högt på två hjul.
Detta berodde på de bredare däcken som kom i och med den nyare generationen 2003 som greppar asfalten bättre än de tidigare smalare däcken. På grund av bilens hårda fjädring och höga tyngdpunkt så klarade helt enkelt fjädringen inte att hålla emot tyngden.
Hyundai Sverige har kritiserat TV4 efter incidenten och menat att de provocerade bilen med flit .

## Säljs även som
- Hyundai Amica (Storbritannien)
- Dodge Atos (Mexiko)
- Hyundai Santro (Pakistan)
- Kia Visto (Sydkorea)